# Anna Cardová Lamblová
Anna Cardová Lamblová, křtěná Anna Marie Apolena (21. prosince 1836 Lužany – 19. března 1919 Praha) byla učitelka, aktivistka a spisovatelka, zakládající členka Ženského výrobního spolku českého, předsedkyně Spolku pro ochranu opuštěných a zanedbaných dívek.

## Život
Anna Cardová Lamblová se narodila v Lužanech jako nejmladší dítě manželů Lamblových. Po smrti otce se celá rodina přestěhovala do Kozolup, kde chodily Anna a její sestry do německé školy. Zatímco její bratři odcházeli postupně na studia, sestry se již od útlého dětství učily ručním pracím, aby matce mohly pomáhat vytvářet různé rukodělné výrobky, určené především pro pražské zákazníky, jejichž prodej umožňoval rodině finanční existenci a mužským členům rodiny zabezpečoval studium. 
Prostřednictvím svých bratrů se Anna Cardová Lamblová seznámila s mnoha zajímavými osobnostmi, jako např. s K. J. Erbenem, Honoratou Zapovou a jejím manželem, Boženou Němcovou a také s rodinou Rottových. Starší sestry postupně odcházely do Prahy, kde vypomáhaly v domácnostech svým bratrům a nakonec se do Prahy přestěhovala i Anna se svou matkou a to roku 1854. Mimo to, že se zde starala o domácnost, se zdokonalovala ve stříhání a šití šatů. V roce 1856 přesídlila do Libverdy za bratrem Karlem. Již za dva roky se ale vrátila do Prahy a nastoupila do ústavu Františky Svatavy Amerlingové, kde v roce 1863 složila zkoušku a stala se učitelkou ručních prací. V roce 1865 se Anna provdala za Jana Cardu, profesora Vyšší dívčí školy a společně pak na této škole působili do roku 1888. 
Roku 1871 stála s dalšími ženami u samého zrodu „Ženského výrobního spolku českého“, ve kterém se stala záhy první řídící učitelkou a učila zde šití šatů a prádla, stříhání a šití na šicím stroji. Kromě aktivit v „Ženském výrobním spolku českém“ se po smrti Sofie Podlipské stala předsedkyní „Spolku pro ochranu opuštěných a zanedbaných dívek“,  kde předtím zastávala místo inspektorky. Dále byla členkou „Dámského kruhu“ či „Záštity“. Nevšední charitativní aktivity Anny Cardové-Lamblové byly oceněny jednak Českou Akademií, která ji vyznamenala cenou za lidumilství, jednak roku 1898 získáním zlatého záslužného kříže s korunkou.

## Dílo
Mezi další činnosti Anny Cardové-Lamblové patřily aktivity literární. Napsala dvě knihy, obě určené pro ženy působící v domácnosti – "Levně a chutně. Návod mladým hospodyňkám jak upravit chutné, výživné a levné pokrmy" a "Skromně a čistě. Dopisy staré tety, návod mladým hospodyňkám, jak mají zařídit domácnost".

## Rodina
- František Sudimír Lambl (1819–1891) byl hospodářský úředník a pro archeologickou sekci Českého muzea sbíral různé archeologické a numismatické exempláře.[4] Karel Milan Lambl (1823–1884) organizátor, pedagog a zakladatel řady aktivit v oblasti zemědělsko-hospodářského školství, v Chorvatsku 14 let působil jako ředitel Hospodářsko-lesnické akademie.[4]
- Vilém Dušan Lambl (1824–1895) studoval jazyky a poté medicínu, překladatel z jihoslovanských jazyků, přispíval do řady časopisů a též do „Národních novin“. Kolem roku 1850 se seznámil s Boženou Němcovou a stal se lékařem její rodiny. V roce 1856 se stal prvním pražským soukromým docentem patologické anatomie habilitovaným na Karlově univerzitě. Ve Varšavě se pak stal ředitelem a profesorem tamní univerzity a 25. února 1895 tam také zemřel.[4] Je po něm pojmenován prvok Lamblie střevní (Giardia lamblia nebo též Giardia intestinalis).
- Jan Baptista Lambl první profesor zemědělství, později rektor české části ČVUT, poslanec zemského sněmu. Podle jeho konceptu byly budovány zemědělské školy všech stupňů. Ženou J. K. B. Lambla byla Henrietta Lamblová (1835–?). Již od založení „Ženského výrobního spolku českého“ se stala jeho aktivní členkou a zároveň štědrou podporovatelkou. Mimo to byla také činná v později vzniklém spolku „Minerva“, kde zastávala funkci pokladní a působila také jako místopředsedkyně v „Jubilejním ženském asylu císařovny a královny Alžběty“.[7] O nejstarší sestře Marii Lamblové, víme pouze že zemřela v Chorvatsku, kde působila jako hospodyně bratra Karla.[4]
- Barbora Lamblová (1831–1902) zvaná Babeta, byla jednou ze zakladatelek „Ženského výrobního spolku českého“,  kde působila jako učitelka ručních prací a následně jako řídící učitelka industriálního oddělení, byla činná také v některých dalších spolcích, jako „Minerva“, „Záštita“ či „Dámský kruh“ .[4]
- Eliška Lamblová (1834–1918) se věnovala nejdřív domácnosti bratrů Karla a Jana v Libverdě a poté přesídlila do Ruska, kde vedla domácnost bratra Viléma. Po návratu z Ruska učila šití a vyšívání a věnovala se též výchově mladých dívek. Významně se podílela na organizaci akcí pořádaných „Ženským výrobním spolkem českým“, patřila například mezi pravidelné organizátorky spolkových bazarů.[4]